# Humicola siamensis
Humicola siamensis är en svampart som beskrevs av Chatmala & E.B.G. Jones 2006. Humicola siamensis ingår i släktet Humicola och familjen Chaetomiaceae.   Inga underarter finns listade i Catalogue of Life.